# André (cantor arménio)
André é um cantor armeniano que representou o seu país no Festival Eurovisão da Canção 2006, com a música Whithout Your Love. Con esta música, a Arménia ficou em 6º lugar na semi-final e em 8º na final. Foi o primeiro representante de seu país na história, visto que naquele ano, a Arménia estreava no concurso.